# José Raya
José Antonio Fernández Raya, noto semplicemente come José Raya (Granada, 8 maggio 1997), è un giocatore di calcio a 5 spagnolo.

## Carriera
La prima convocazione di Raya nella Nazionale di calcio a 5 della Spagna risale al luglio del 2021, in occasione del raduno premondiale. 
Il 30 agosto 2021 viene incluso nella lista definitiva dei convocati alla Coppa del Mondo 2021, conclusa dalla Spagna ai quarti di finale.

## Palmarès
- Campionato spagnolo: 2
Inter: 2015-16, 2019-20
- Coppa di Spagna: 2
Inter: 2015-16, 2020-21
- Supercoppa di Spagna: 1
Inter: 2020
- Coppa del Re: 1
Inter: 2020-21